# Ghindești (gmina)
Ghindești – miejscowość i gmina w Mołdawii, w rejonie Florești. W 2014 roku liczyła 2172 mieszkańców.